# Colomba (Bibbia)

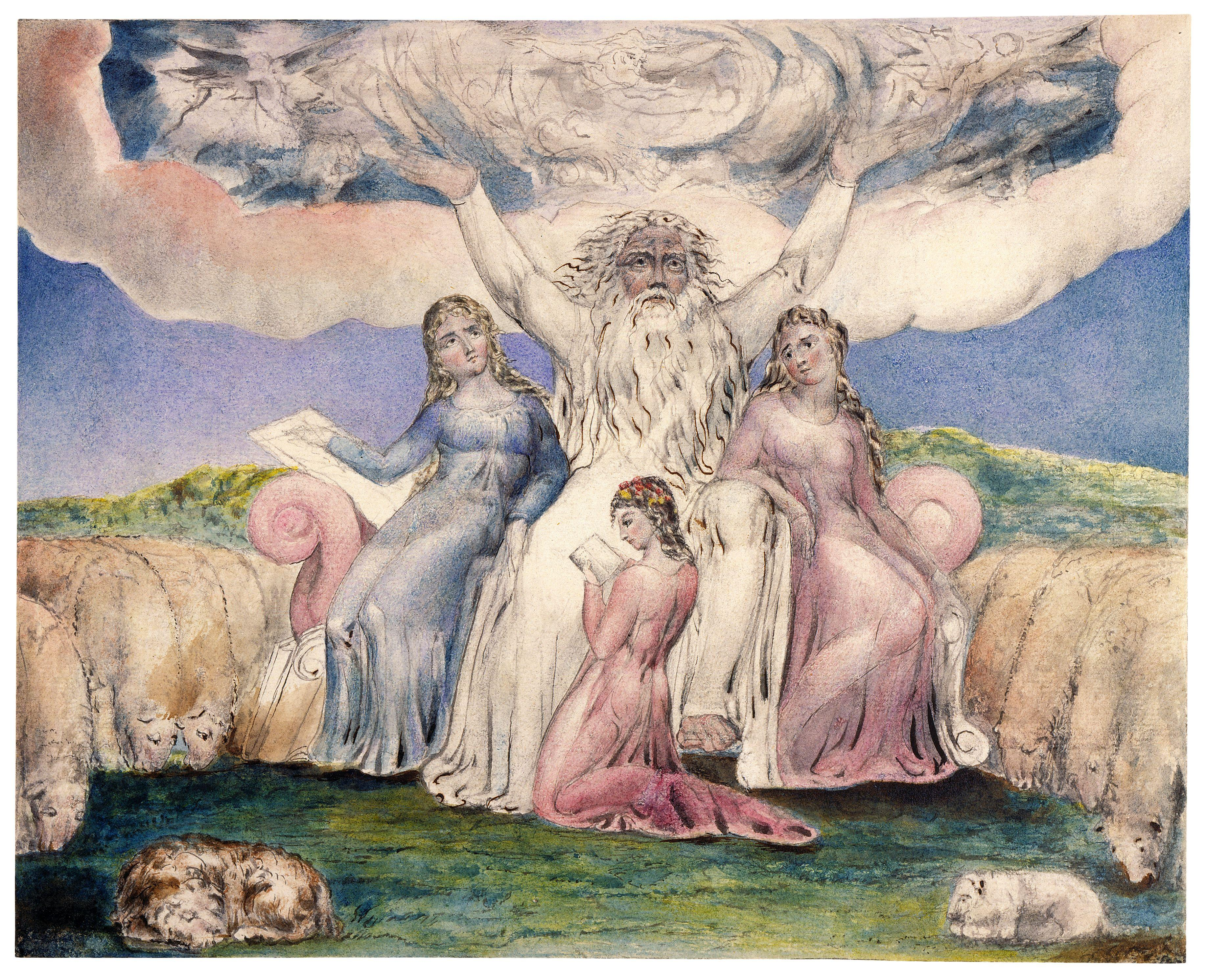
Giobbe con le sue tre figlie: Colomba, Cassia, e Fiala di Stibio. Incisione di William Blake

Colomba è il nome dato dalla Bibbia CEI alla maggiore delle tre figlie che Giobbe ebbe dopo essere stato messo alla prova da Satana . 

## Personaggio biblico
Nella Bibbia TILC , la donna viene invece indicata con il nome di Gemima, traslitterazione dell'ebraico יְמִימָה, Yemimah, che significa effettivamente 'colomba'. Le due sorelle di Colomba sono chiamate Cassia e Fiala di Stibio nella Bibbia CEI, e Chesia e Cherenappuc nella Bibbia TILC. I sette fratelli di Colomba non vengono nominati.
Colomba e le sue sorelle furono, secondo il testo biblico, donne di estrema bellezza. Degno di nota è il fatto che Colomba e le sue sorelle vengano nominate eredi di Giobbe, al pari dei loro fratelli. Colomba non appare in nessun altro libro della Bibbia. 